# Mango (analyse)
Mango (Multi-Image Analysis GUI) is niet-commerciële software voor het bekijken, bewerken en analyseren van omvangrijke medische beelden. Mango is geschreven in Java en wordt gratis gedistribueerd in voorgecompileerde versies voor Linux, Mac OS en Microsoft Windows. Het ondersteunt NIfTI- (Neuroimaging Informatics Technology Initiative), ANALYZE-, NEMA- en DICOM-formaten en kan 2D-, 3D- en 4D-afbeeldingen laden en opslaan.
Mango biedt gereedschappen voor het maken en bewerken van interessegebieden (ROI) binnen de afbeeldingen, weergave van oppervlakken, beeldstapeling (overlaying), filtering in het ruimtedomein en histogramanalyse, naast andere functies die kunnen worden gebruikt bij neuroimaging-analyse voor wetenschappelijke (niet-klinische) doeleinden.
De software kan worden uitgebreid met door de gebruiker gedefinieerde functies die kunnen worden gemaakt in Java en de Mango API.